# سید گراومن
سیدنی پاتریک گراومن (۱۷ مارس ۱۸۷۹ – ۵ مارس ۱۹۵۰) یک شومن آمریکایی بود که دو مورد از دیدنی‌ترین و بازدید از اماکن دیدنی هالیوود یعنی تئاتر چین و تئاتر مصر را ساخت.
او فرزند دیوید گرومان (که در سال ۱۹۲۱ در لس آنجلس، کالیفرنیا در گذشت) و روزا گلداسمیت (۱۸۵۳–۱۹۳۶) بود. والدین گراومن در ژانرهای مختلفی بازیگر تئاتر بودند.